# La Revolución Española
La Revolución Española fue un periódico publicado en la ciudad española de Sevilla entre 1868 y 1873, durante el Sexenio Democrático. Fue reemplazado por El Español.

## Historia
Se empezó a publicar el 8 de diciembre de 1868, bajo la denominación La Revolución Española y con el subtítulo «periódico liberal». Tuvo como director a Antonio María Otal y entre la redacción participaron autores como Francisco de Paula Tirado, José Velázquez y Sánchez, Pedro Montoto o Manuel Pegot, entre otros.
Se imprimía en la imprenta del propio periódico y tenía sus oficinas en la calle de Zaragoza, n.º 50. Se publicaba en números de cuatro páginas de gran tamaño, papel común y mediana impresión, con la publicación de algunos números extraordinarios. En su contenido se incluían artículos políticos, noticias, sueltos, partes telegráficos, noticias religiosas, avisos, artículos literarios o anuncios. Considerado un periódico montpensierista, apareció hasta el 3 de abril de 1873, cuando pasó a llamarse a partir de dicha fecha El Español.